# Йирку, Антон
Антон Йирку (27 апреля 1885 г., Бирнбаум (ныне Грушки), Моравия — 3 декабря 1972 г., Грац) — немецко-австрийский библеист и религиовед.

## Биография
Родился в семье директора предприятия. Учился в средних школах в Брно, Кремсе на Дунае и Угерске-Градиште. После окончания школы (1904 г.) изучал протестантское богословие и семитскую филологию в Венском университете и окончил в 1908 г. с получением докторской степени. Впоследствии он продолжил учёбу в Берлинском университете, а с 1911 года — в Ростокском университете, получил там богословскую лицензию в 1913 году и хабилитировался в 1914 году в Кильском университете диссертацией по Ветхому Завету.
Во время Первой мировой войны Йирку служил фенрихом в Австро-Венгерской армии. Принимал активное участие в немецком «народном движении» в Австрии и получил прусское гражданство в 1920 году; в том же году он также участвовал в Капповском путче.
После увольнения с военной службы Йирку возглавил кафедру Карла Генриха Корнилла в Галле (Заале) в летнем семестре 1919 года, а затем вернулся в Киль, первоначально в качестве титулярного профессора, а с 1921 года — в качестве доцента. Он женился на дочери специалиста по Англии Фердинанда Хольтхаузена, Текле Хольтхаузен. В зимнем семестре 1921/22 он руководил кафедрой Эрнста Зеллина в Киле. В 1922 году он получил почетную докторскую степень на богословском факультете Кильского университета и получил звание профессора Ветхого Завета во Вроцлавском университете . Оттуда он предпринял исследовательские поездки в Палестину и Сирию (1926, 1929, 1932), где он также принимал участие в археологических раскопках.
Во времена национал-социализма Йирку (как и другие профессора протестантского богословского факультета) связался с немецкими христианами и вступил в НСДАП в 1933 году. Однако он вступил в конфликт с районной администрацией НСДАП и поэтому был переведен в Грайфсвальд в 1934 году и в Бонн в 1935 году. 

Wir können hier in Bonn nur Professoren gebrauchen, die ein inniges Verhältnis zum Nationalsozialismus haben.
 Из-за своего участия в нацистской политике он был освобожден от профессорской должности в 1945 году и с тех пор был частным исследователем. В процессе денацификации его первоначально классифицировали как «малозначительного нарушителя», что означало бы потерю пенсии, что Йирку обжаловал, и в августе 1949 года был переквалифицирован как «последователь», что спасло его от замораживания собственности; однако ему не разрешили возобновить преподавание. 1 сентября 1949 года он ушёл на пенсию. С 1956 года он жил в Граце и Фибербрунне в Тироле. Он продолжал бороться за титул эмерит-профессора, который был предоставлен ему в 1959 году с тем, что он отказался от всех смежных прав на факультете.
В советской зоне оккупации две книги Йирку были внесены в список изъятой литературы: «Ветхий Завет и настоящее Германии» (1935) и «Хьюстон Стюарт Чемберлен и христианство» (1938); в ГДР была дополнительно запрещена книга «Битва за Сирию-Палестину, мост между Африкой и Азией» (1942).
Йирку поддержал «дешифровку» библского письма, которую предложил Эдуар Поль Дорм, и развил его идеи, однако эта теория была отвергнута большинством исследователей.

## Сочинения
- Studien zur Keilschriftgeographie Syriens. 1910
- Die jüdische Gemeinde von Elephantine und ihre Beziehungen zum Alten Testament. Berlin-Lichterfelde 1912
- Die Dämonen und ihre Abwehr im Alten Testament. Leipzig 1912. Nachdruck Ann Arbor 1980
- Mantik in Altisrael. Rostock 1913 (Lizenziatsarbeit)
- Materialien zur Volksreligion Israels. Leipzig 1914
- Die magische Bedeutung der Kleidung in Israel. Rostock 1914 (Kieler Habilitationsschrift)
- Die älteste Geschichte Israels im Rahmen lehrhafter Darstellungen. Leipzig 1917. Nachdruck Hildesheim 1973
- Die Hauptprobleme der Anfangsgeschichte Israels. Gütersloh 1918
- Das alttestamentliche Lehrstück von der mosaischen Zeit. Berlin-Lichterfelde 1918
- Altorientalischer Kommentar zum Alten Testament. Leipzig/Erlangen 1923. Nachdruck Hildesheim 1972
- Die Wanderungen der Hebräer im dritten und zweiten vorchristlichen Jahrtausend. Leipzig 1924
- Der Kampf um Syrien. Palästina im orientalischen Altertum. Leipzig 1926
- Das Alte Testament im Rahmen der altorientalischen Kulturen. Leipzig 1926
- Das weltliche Recht im Alten Testament: Stilgeschichtliche und rechtsvergleichende Studien zu den juristischen Gesetzen des Pentateuchs. Gütersloh 1927
- Das israelitische Jobeljahr. Leipzig 1929
- Geschichte des Volkes Israel. Leipzig 1931
- Das alte Testament und die deutsche Gegenwart. Bonn 1935
- Die ägyptischen Listen palästinensischer und syrischer Ortsnamen in Umschrift und mit historisch-archäologischem Kommentar. Leipzig 1937. Nachdruck Aalen 1962
- Houston Stewart Chamberlain und das Christentum. Bonn 1938
- Die ältere Kupfer-Steinzeit Palästinas und der bandkeramische Kulturkreis. Berlin 1941. 2., unveränderte Auflage, Aalen 1968
- Der Kampf um Syrien. Palästina, die Brücke zwischen Afrika und Asien. Bonn 1942
- Die Ausgrabungen in Palästina und Syrien. Halle (Saale) 1956. 2., vermehrte und verbesserte Auflage, Graz 1970
- Die Welt der Bibel: Fünf Jahrtausende in Palästina-Syrien. Stuttgart/Zürich 1957. Nachdruck Berlin/Darmstadt/Wien 1963, Essen/Wiesbaden 1985
  - französische Übersetzung von Lilly Jumel: Le Monde de la Bible: 112 hors-texte. Paris 1958
  - niederländische Übersetzung von R. M. F. Houwink: De wereld van de Bijbel: 5 millennia in Palestina en Syrië. Amsterdam 1959
- Kanaanäische Mythen und Epen aus Ras Schamra-Ugarit. Gütersloh 1962
- Geschichte Palästina-Syriens im orientalischen Altertum. Aalen 1963
- Der Mythus der Kanaanäer. Bonn 1966
- Von Jerusalem nach Ugarit: Gesammelte Schriften. Graz 1966
- Jirku, A., Die Entzifferung der gublitischen Schrift (Byblos-Schrift) durch E. Dhorme : FF 26 (1950) 90-2 (1 Abb.)
- Anton Jirku, Wortschatz und Grammatik der gublitischen Inschriften. Zeitschrift der Deutschen Morgenländischen Gesellschaft Vol. 102 (n.F. 27), No. 2 (1952), pp. 201—214